# نورم كوك
نورم كوك (بالإنجليزية: Norm Cook)‏ مواليد 2 مارس 1955 في شيكاغو - الوفاة 22 ديسمبر 2008، كان لاعب كرة سلة أمريكي. بدأ مسيرته الاحترافية في سنة 1976. تم اختياره من قبل فريق بوسطن سيلتكس خلال الدرافت. بلغ طوله 6 قدم 8 بوصة (2.0 م). حقق المركز الأول في دورة الألعاب الأمريكية 1975. اعتزل اللعب في 1980. لعب مع بوسطن سيلتكس ودنفر ناغتس.

## الميداليات
| الميدالية | المسابقة                    |
| --------- | --------------------------- |
| ذهبية     | دورة الألعاب الأمريكية 1975 |

## روابط خارجية
- نورم كوك على موقع إن بي أي (الإنجليزية)
- نورم كوك على موقع سبورتس رفرنس (الإنجليزية)
- نورم كوك على موقع كلية كرة السلة في سبورتس رفرنس.كوم (الإنجليزية)
- نورم كوك على موقع ريلجم (الإنجليزية)
- نورم كوك على موقع بروبوليرز (الإنجليزية)